# Nikos Dimou
Nikos Dimou (en griego Νίκος Δήμου) es un escritor griego nacido en Psykhikó (Atenas) en 1935. Trabajó en publicidad y como columnista de revistas y periódicos. 

## Biografía
Se graduó en el «Colegio de Atenas» (institución privada de élite, parte de la Fundación Pedagógica Heleno-Americana), a la vez que estudiaba filología francesa. De 1954 a 1960, estudió filosofía y filología inglesa en la Universidad de Múnich en Alemania. Ya había comenzado como escritor, publicando su primer libro en 1953.
En 1962 comenzó a trabajar en publicidad como registrador de copyrights. En 1965, fundó su propia compañía. Además de comerciales, su compañía creó promociones sin ánimo de lucro e iniciativas públicas (p.ej. Den xekhnó para Chipre). En 1983 se retiró de los negocios para trabajar a tiempo completo como escritor. En 1979, Dimou comenzó a escribir columnas para revistas, tales como Epíkaira (Números actuales), 4Trókhoi (4 ruedas) , Tétarto (Cuarto) y Fotográfos (Fotógrafo) y periódicos como To Vima, Kathimeriní, Kyriakitikí Eleftherotypía y Éthnos tis Kyriakís.
Dimou fue el primer escritor griego en llevar programas de entrevistas en televisión. Comenzó en 1979 con Mia taínia - Mia syzítisi (Una película - Un debate). Volvió en 1987 con un programa llamado Diálogoi (Diálogos), en 1987. Asimismo dirigió Peripéteies ideón (Aventuras de las ideas) en 1991, y Megáles parexigíseis (Grandes malentendidos) en 1999. En cuanto a la radio, formó parte de un equipo que fundó Atenas 98.4 FM. Posee el premio periodístico «Abdi İpekçi Botsis». En 1997, fue proclamado ciudadano honorario de Ermúpoli, la ciudad de origen de su madre. También recibió el premio Dimitri Mitrópoulos en 2000.
Dimou ha publicado más de 60 libros, incluyendo Η δυστυχία του να είσαι Έλληνας (El infortunio de ser griego), Οι νέοι Έλληνες (Los nuevos griegos), Η χαμένη τάξη (La clase social perdida), Απολογία ενός Ανθέλληνα (Apología de un antiheleno), etc. 
En las elecciones al parlamento europeo de 2009 fue candidato del partido griego Drasi.

## Obra

### Algunas publicaciones

#### Narrativa
- Par' ola aftá (Παρ' όλα αυτά = Pese a todo)
- Mikrá vímata (Μικρά βήματα = Pasos cortos)
- Imerológio tou káfsona (Ημερολόγιο του καύσωνα = Diario de la ola de calor)
- Tolmirés istoríes (Τολμηρές ιστορίες = Historias osadas).

#### Obras filosóficas
- To apólyto kai to távli (Το απόλυτο και το τάβλι = Lo absoluto y el backgammon)
- Tríptykho: epikoinonía, agápi, elefthería (Τρίπτυχο: επικοινωνία, αγάπη, ελευθερία = Tríptico: comunicación, amor, libertad).

#### Libros poéticos
- To vivlío ton gáton (Το βιβλίο των γάτων = El libro de los gatos)
- Poiímata 1950-1990 (Ποιήματα 1950-1990 = Poemas 1950-1990)
- Lístes (Λίστες = Listas).

#### Ensayos y aforismos
- I dystikhía tou na eísai Éllinas (Η δυστυχία του να είσαι Έλληνας = La desgracia de ser griego)
- Apología enós Anthéllina (Απολογία ενός Ανθέλληνα = Apología de un anti-griego)
- Prosengíseis (Προσεγγίσεις = Enfoques)
- Dokímia I: Odysseas Elytis (Δοκίμια Ι: Οδυσσέας Ελύτης = Ensayos I: Odysseas Elytis)
- Dokímia II: Ta prósopa tis Poíesis (Δοκίμια ΙΙ: Τα πρόσωπα της Ποίησης = Ensayos II: Los rostros de la Poesía)
- I téleia diadromí (Η τέλεια διαδρομή = La ruta perfecta)
- Psifiakí zoí (Ψηφιακή Ζωή = Vida digital)

#### Autobiografías
- Apó tin Michaíl Vóda stin Sírou (Από την Μιχαήλ Βόδα στην Σύρου = De la calle de Michail Voda a la calle de Siro)
- Apó tin odó Rínou stin Hess Strasse (Από την οδό Ρήνου στην Ες Στράσε = De la calle Rin a la Hess Strasse)
- Odós Galínis (Οδός Γαλήνης = Calle de la Tranquilidad)
- Oí drómoi mou (Οι δρόμοι μου = Mis caminos).

#### Traducciones
Nikos Dimou ha traducido poemas del inglés, alemán y latín, así como las Voces de Marrakesh de Elias Canetti.